# Roustabout (álbum)
Roustabout es el vigésimo primer álbum de estudio del músico y cantante estadounidense Elvis Presley, publicado por la compañía discográfica RCA Victor en octubre de 1964. El álbum, una banda sonora de la película homónima, fue grabado en los Radio Recorders de Hollywood los días 2 y 3 de marzo y 29 de abril de 1964. Alcanzó el primer puesto en la lista estadounidense Billboard 200 y fue certificado como disco de oro por la RIAA en 1988. Supuso el último número uno de Presley en las listas estadounidenses hasta el lanzamiento en 1973 de Aloha From Hawaii: Via Satellite.

## Lista de canciones
| Cara A |                          |                                           |          |  |
| N.º    | Título                   | Escritor(es)                              | Duración |  |
| 1.     | «Roustabout»             | Bernie Baum, Bill Giant, Florence Kaye    | 1:56     |  |
| 2.     | «Little Egypt»           | Jerry Leiber, Mike Stoller                | 2:15     |  |
| 3.     | «Poison Ivy League»      | Bernie Baum, Bill Giant, Florence Kaye    | 2:02     |  |
| 4.     | «Hard Knocks»            | Joy Byers                                 | 1:42     |  |
| 5.     | «It's a Wonderful World» | Sid Tepper, Roy C. Bennett                | 1:48     |  |
| 6.     | «Big Love Big Heartache» | Dolores Fuller, Lee Morris, Sonny Hendrix | 1:57     |  |

| Cara B |                                          |                                        |          |  |
| N.º    | Título                                   | Escritor(es)                           | Duración |  |
| 1.     | «One Track Heart»                        | Bernie Baum, Bill Giant, Florence Kaye | 2:15     |  |
| 2.     | «It's Carnival Time»                     | Ben Weisman, Sid Wayne                 | 1:32     |  |
| 3.     | «Carny Town»                             | Fred Wise, Randy Starr                 | 1:19     |  |
| 4.     | «There's a Brand New Day on the Horizon» | Joy Byers                              | 2:00     |  |
| 5.     | «Wheels on My Heels»                     | Sid Tepper, Roy C. Bennett             | 1:19     |  |

## Personal
- Elvis Presley – voz
- The Jordanaires – coros
- The Mello Men – coros (en "Roustabout")
- Boots Randolph – saxofón
- Scotty Moore, Billy Strange – guitarra eléctrica
- Tiny Timbrell – guitarra acústica
- Floyd Cramer, Dudley Brooks – piano
- Bob Moore, Ray Siegel – contrabajo
- D. J. Fontana, Buddy Harman, Hal Blaine – batería

## Posición en listas
| País           | Lista                | Posición |
| -------------- | -------------------- | -------- |
| Estados Unidos | Billboard Pop Albums | 1        |